# Centro Cultural del Ferrocarril
El Centro Cultural del Ferrocarril es un centro cultural, localizado en la antigua estación de ferrocarril El Mexicano, en Pachuca de Soto, estado de Hidalgo (México).
Cuenta con auditorio, centro de lectura y seis espacios para llevar a cabo diferentes eventos artísticos y culturales, en lo que era la Sala de espera existen dos salones para talleres, dos áreas para sanitarios; y los andenes adaptados. Aquí se realizan talleres multidisciplinarios, conciertos, feria del libro, festivales y muchos otros eventos artísticos y culturales.

## Historia
Concluida la línea México-Veracruz en 1873, operada por el Ferrocarril Mexicano; se permitió que se construyera una línea troncal que uniría a Pachuca con esta línea, a la altura de Irolo, en la estación de Omestusco. El 28 de enero de 1878 se firma el contrato para la construcción del ramal del ferrocarril; y el 5 de febrero se pone el primer riel del ferrocarril de Pachuca a Irolo.
En 1880 esta línea solo tenía 17 km, ante la lentitud de los trabajos el gobierno concesionó las labores a Gabriel Mancera para concluirlos; quien era inversionista en las minas de Pachuca y Mineral del Chico, y propietario de las primeras industrias textiles de Tulancingo. Creando la compañía Ferrocarril de Hidalgo, los trabajos concluidos en 1882 y posteriormente en 1883 se inauguró la vía hasta Tulancingo. La línea conectó Pachuca con Irolo –punto intermedio del ferrocarril México-Veracruz– y permitió a Pachuca unirse con la Ciudad de México.

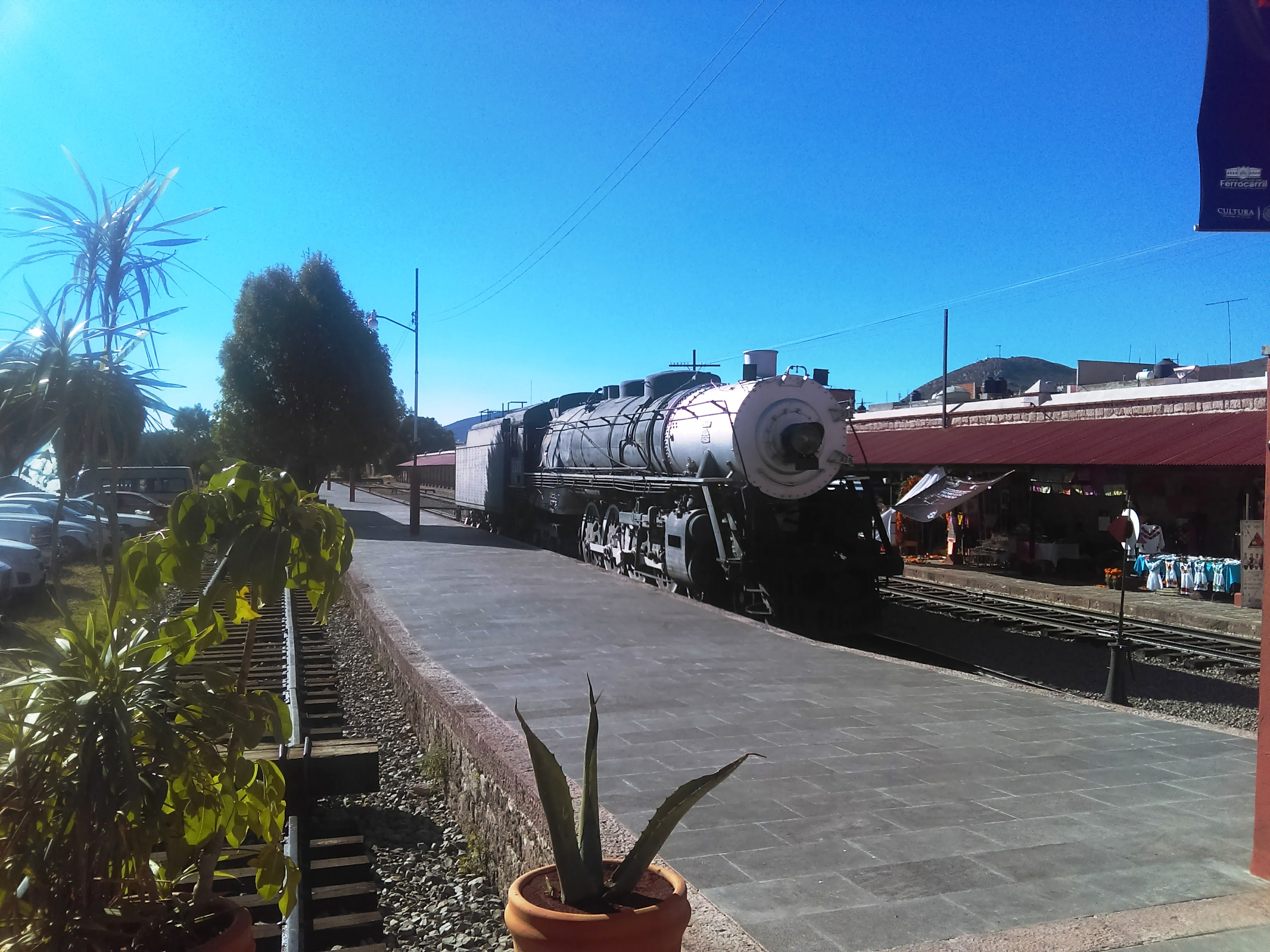
Locomotora Niágara, número 3033.

El 1 de enero de 1883, se inaugurara la estación con la llegada de un ferrocarril a Pachuca, primero por tracción animal y el 11 de junio de ese mismo año, mediante locomotora de vapor. La llegada de la locomotora a vapor fue todo un acontecimiento que reunió a cientos de personas.
La estación El Mexicano solo contaba con una pequeña caseta de madera destinada a los trámites administrativos, venta de boletos y a la entrega de los documentos destinados a la transportación de carga. En 1888 se inauguró una línea directa y más corta entre Pachuca y la Ciudad de México, esta línea cruzaba por Tizayuca, Zumpango y llegaba hasta Teoloyucan.
La estación se edificó sobre la línea de Tula-Pachuca del antiguo ferrocarril de Tula-Zacualtipán, por decreto del 20 de diciembre de 1889, se aprobó el contrato celebrado con Felipe Berriozábal y Sebastián Camacho para la construcción de este ferrocarril. El 6 de junio de 1890 se aprobó otro contrato con los mismos personajes, consistiendo el principal cambio en que la línea sería de Tula-Pachuca, con facultad de prolongarlo hasta Zacualtipán y Tampico o Tuxpan, proyecto que nunca se realizó. Posteriormente, la concesión fue traspasada a la Compañía del Ferrocarril Central Mexicano.

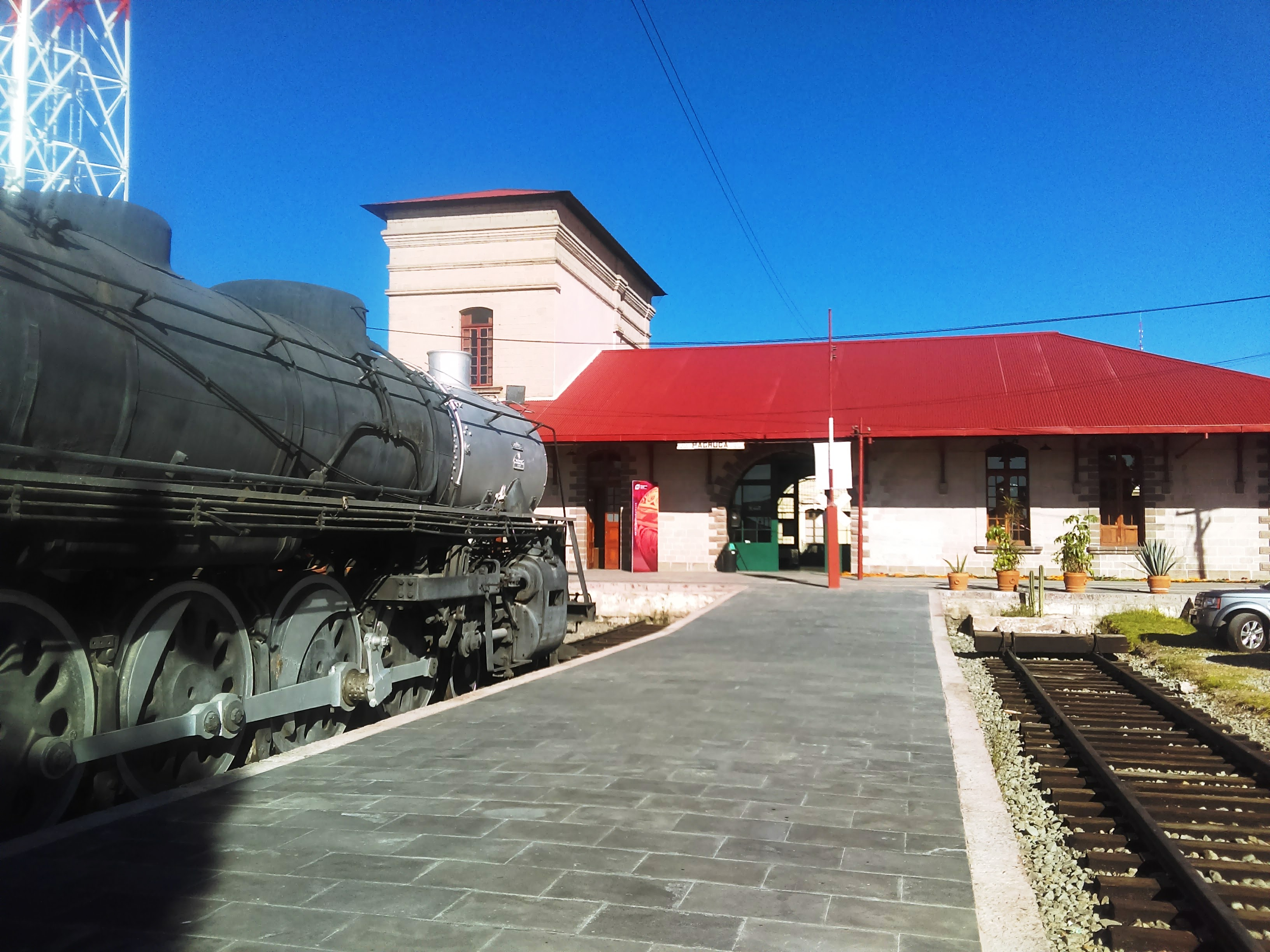
Fachada interior y locomotora.

No se sabe con exactitud la fecha en que fue concluido el edificio de la terminal, se estipula que debió realizarse entre 1895 y 1899. Las empresas ferroviarias, el Mexicano y el Central, solo transportaban mercancías, dejando de lado el servicio de pasajeros. Esta circunstancia fue observada por Gabriel Mancera, quien convino con las empresas el arrendamiento de sus vías para establecer un servicio de pasajeros de México a Pachuca y luego tramitó la correspondiente concesión para construir su propio camino.
Finalmente en 1906, la concesión de Mancera abarcó 374 kilómetros y pudo conectar a Pachuca, Tulancingo y Apan con el resto de las líneas ferroviarias de México. El Ferrocarril Hidalgo construyó su terminal en Pachuca en los terrenos que ocupan el la Plaza Juárez. En el año de 1905 la compañía Ferrocarriles Nacionales de México, compr̺ó la línea del Ferrocarril de Hidalgo. 
Cuando se cerró la estación que se encontraba ubicada en Plaza Juárez, la estación El Mexicano se convirtió en el eje nodal de todas las operaciones vía férrea que se realizaban en Pachuca. Un intento por revivir el servicio de trenes fue la inauguración de una corrida hacia la Ciudad de México, bautizada como El Hidalguense, y cuyo recorrido llegaba a la estación de tren en Buenavista. La terminal siguió dando servicio de carga hasta el año de 1996. En 1988, el gobernador de Hidalgo, Jesús Murillo Karam, firmó un contrato de comodato con Ferrocarriles Nacionales de México, así a partir del 1 de enero de 1999, decidió transformarlo en el Centro Cultural del Ferrocarril.
En 2002, el gobernador de Hidalgo, Manuel Ángel Núñez Soto solicitó a Ferronales la donación del inmueble para continuar con la difusión cultural. A finales del 2007 una constructora notificó que había comprado el inmueble a Ferrocarriles Nacionales de México, cuya extinción fue decretada durante el gobierno del presidente de México, Vicente Fox y se publicó en el Diario Oficial el 4 de junio de 2001. En 2014 se adquirió el predio por medio del Gobierno del estado de Hidalgo. En 2015, el Centro Cultural del Ferrocarril inició un proceso de restauración y remodelación.

## Arquitectura

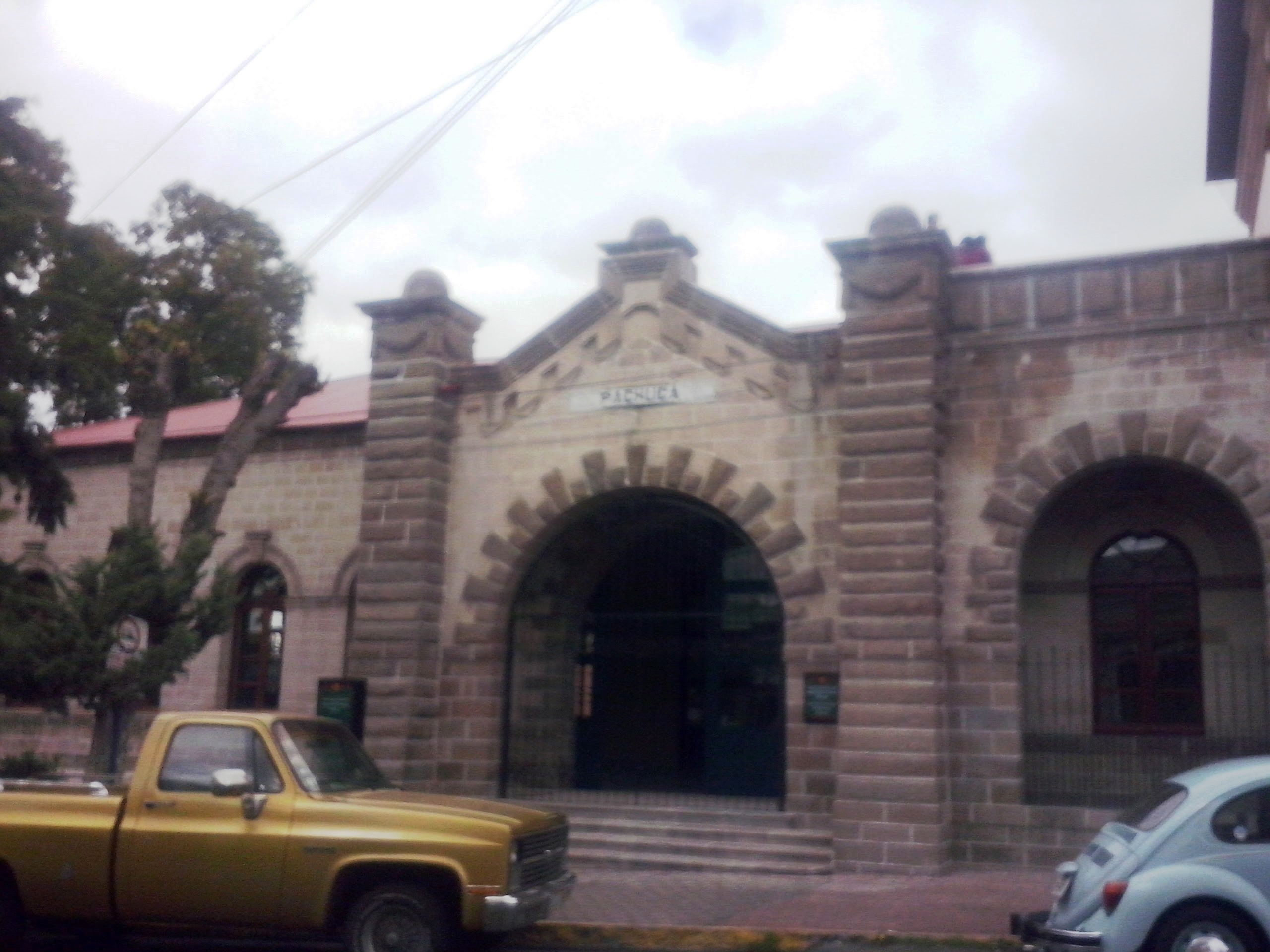
Fachada exterior.

No se sabe con exactitud la fecha en que fue concluido el edificio de la terminal, se estipula que debió realizarse entre 1895 y 1899. De estilo arquitectónico neorrománico, los muros de la estación se desplantan sobre un basamento de mampostería, cuyas juntas están realzadas con cemento. Interesantes en la edificación son las ménsulas empotradas en el muro sur, que sostienen los postes y travesaños de un volado de madera.
En la edificación de la estación de Pachuca, se distinguen dos tipos de fachada diferentes, la que da hacia la calle de Mejía, y la otra a los andenes del ferrocarril. La fachada principal de la estación remata en un frontón trapezoidal con un asta bandera en la cúspide. Una parte de los arcos de entrada y pretiles están protegidos con lámina metálica sobre estructura de madera. Vanos de cantera, con modillones estriados al centro, se abren a lo largo de la fachada principal. El resto del paramento es de cantera aparente, y se abre un vestíbulo en la entrada cubierto con un plafón de tiras de madera.

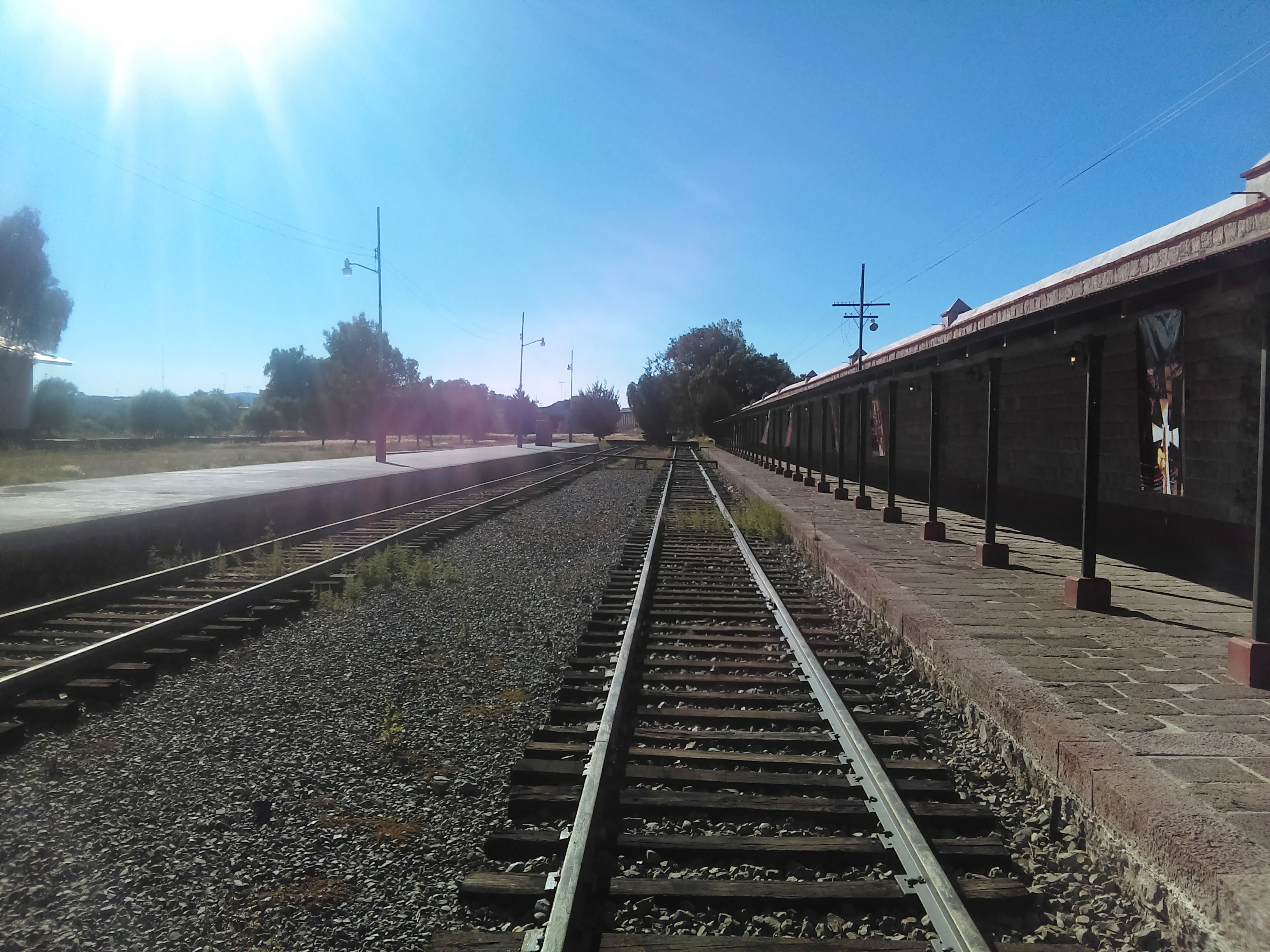
Andenes y vías

La fachada hacia los andenes está dominada por una estructura cubierta de lámina y madera, en concordancia con el aspecto utilitario de vías y talleres. Los postes verticales adosados al muro se apoyan en salientes de cantera. De los travesaños cuelgan lámparas de esbelto diseño. La carga visual de la techumbre destaca al momento de contemplar ese lado del inmueble.
El interminable andén enmarca a la locomotora Niágara, número 2308, que forma parte integral del conjunto, lo mismo que la bandera de señales.
En la sala de espera el espacio se halla iluminado regularmente por una serie de ventanas. La taquilla rompe con la dimensión regular de la sala. La expedición de boletos, a través de una pequeña ventanilla hacia la sala de espera, se acompaña del pizarrón, indicando la llegada y salida de trenes de pasajeros. La oficina de telégrafos, a un lado del expendio de boletos, resguarda el mobiliario de trabajo, tras un mostrador de madera.

## Instalaciones

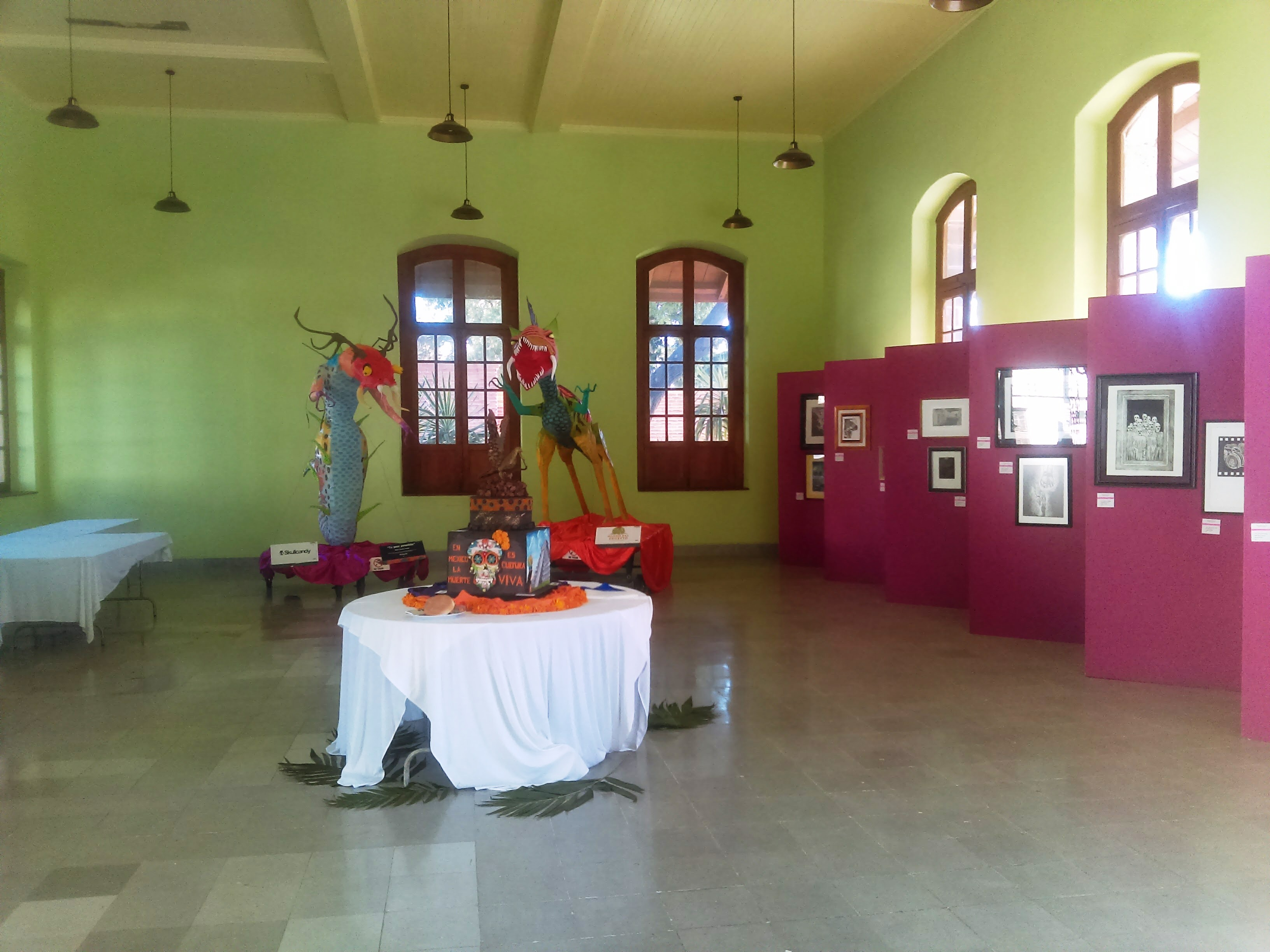
Exhibición en el centro cultural.

Cuenta con auditorio, centro de lectura y seis espacios para llevar a cabo diferentes eventos artísticos y culturales, en lo que era la Sala de espera existen dos salones para talleres, dos áreas para sanitarios; y los andenes adaptados. Aquí se realizan talleres multidisciplinarios, conciertos, feria del libro, festivales y muchos otros eventos artísticos y culturales.